# Chariesthes antennata
Chariesthes antennata är en skalbaggsart som beskrevs av Karl Jordan 1894.
Chariesthes antennata ingår i släktet Chariesthes och familjen långhorningar. Artens utbredningsområde är Gabon och Nigeria. Inga underarter finns listade i Catalogue of Life.